# コジマ (小惑星)
コジマ (644 Cosima) は、小惑星帯に位置する小惑星。ドイツの天文学者アウグスト・コプフがハイデルベルクで発見した。
フランツ・リストの娘で、リヒャルト・ワーグナーの2度目の妻となったコージマ・フランチェスカ・ガエターナ・ワーグナー (Cosima Francesca Gaetana Wagner) から命名された。